# Panna Nikt
Panna Nikt è un film del 1996 diretto da Andrzej Wajda.